# 潘茂名纪念公园
潘茂名纪念公园，又称茂名市雨公山森林公园，是中国唯一一个以岭南道教名人潘茂名命名的主题公园，位于广东省茂名市电白区七迳镇（茂名高新区）尼乔村委会的雨公山上，距茂名市中心城区14公里，公园核心景区规划占地约325亩。

## 历史
公园所在地雨公山，俗称高岭或公岭，传说是明朝道教传人“云游道人”林真人（林启初）修道求雨的场所，山上有始建于明朝洪武二十一年（1388年）的“雨公庙”，后一度被毁，20世纪90年代，民众集资重建林真人庙，并在左边空地建冼太庙，1999年，在此设立“雨公山道院”。2017年7月，雨公山森林公园正式动工建设。2018年12月完成一期主体工程，更名“潘茂名纪念公园”，2018年12月22日正式揭幕。2019年，公园扩建西广场，修建公园环山路和东广场临时停车场，对植被进行升级改造。

## 设施

### 雨顺阁
雨顺阁是公园的核心建筑，位于海拔高度88米的雨公山山顶平台处，楼高五层28米，正南北布置。雨顺阁主体建筑内为潘茂名纪念馆，两旁的裙楼为雨公庙及冼太庙，占地约150亩，阁楼及庙宇均采用挑檐、榫卯、格窗等古建形式，材质上采用玻璃、钢架等现代材料，营造现代与传统相结合的效果。
潘茂名纪念馆内设《仁医潘茂名》《茂名名人馆》《潘茂名中医药文化馆》等展馆。其中，《仁医潘茂名》展馆展出关于潘茂名的历史文献、遗址遗迹、故事传说、诗词歌赋等，《茂名名人馆》展馆展示了潘茂名、冼夫人、罗辨、冯盎、高力士、范祖禹、黄十九、林真人、黄廷圭、杨一清、陈鉴、杨颐、车驾龙、林云陔、丁颖、林砺儒、朱也赤、李孝式、丁衍镛、邵贞昌、王占鳌、方华、廖盖隆、李卡、朱伯儒、杨干华等26位茂名历史名人的事迹。《潘茂名中医药文化馆》以中医学“四诊”为主线，展现潘茂名中医药历史文化。

### 庙街
位于潘茂名纪念公园东南侧，包括7000平方米多功能体育馆、能容纳700人的电影院、占地约10000平方米的太空科普园、占地325亩的户外休闲区、面积约10000平方米的烟火夜市等。